# Manoilova dupka (Manoilova-lyuk)
A Manoilova dupka (bolgárul: Маноилова дупка) egy barlang Bulgáriában, Blagoevgrad megyében, Ribnovo községben. A Rodope-hegység nyugati részén található. A barlang északi irányba nyíló bejárata 1107 méterrel van a tenger szintje felett. A Manoilova dupka 2175 méter hosszú, a szintkülönbség benne 115 méter. A barlangnak két emelete van. Az asó szinten folyik a barlangi patak, amely később karsztforrásként lép a felszínre. A patakos szint egymást követő kisebb termekből, ezeket összekötő folyosókból, illetve a nagyobb szintkülönbségeket legyőző vízesésekből áll. A felső, száraz emelet a Denevérek-termével kezdődik, majd ezt követően egy szép, képződményekben gazdag terem következik, itt tó is van. Az agyaggal feltöltött Összefogás-terem után a járat összeszűkül, egy kb. 7,5 méteres küszöböt követően a folyosóban három egymást követő tó található. 
A barlangban 8,7 Celsius-fok uralkodik. 

## Fordítás
- Ez a szócikk részben vagy egészben  a(z)   Маноилова дупка című bolgár Wikipédia-szócikk fordításán alapul.  Az eredeti cikk szerkesztőit annak laptörténete sorolja fel. Ez a jelzés csupán a megfogalmazás eredetét és a szerzői jogokat jelzi, nem szolgál a cikkben szereplő információk forrásmegjelöléseként.